# Calpocalyx atlanticus
Espèce
Statut de conservation UICN

 VU A1c : Vulnérable
Calpocalyx atlanticus Villiers est une espèce de plantes à fleurs du genre Calpocalyx de la famille des Fabaceae. C'est un arbre endémique des forêts atlantiques du Cameroun. 

## Description
C'est un petit arbre dont la hauteur est comprise entre 7 et 10 m, atteignant 10 cm de diamètre de fût. C. atlanticus se distingue des autres espèces du genre Calpocalyx par la grande taille de ses folioles.

## Distribution
Endémique, relativement rare, on ne trouve l'espèce que dans la forêt rémanente. Elle a été observée au bord du Nyong, à 65 km au sud-ouest d'Éséka, et à Kendonge, à 13 km au sud-ouest de Kumba. Connue seulement de ces deux sites, elle est jugée vulnérable.